# ريكاردو لومباردي
ريكاردو لومباردي (بالإيطالية: Riccardo Lombardi)‏ هو صحفي وسياسي إيطالي، ولد في 16 أغسطس 1901 في ريغالبوتو في إيطاليا، وتوفي في 18 سبتمبر 1984 في روما في إيطاليا. حزبياً، نشط في Action Party (Italy) ‏. وقد انتخب member of the Constituent Assembly of Italy ‏ وانتخب minister of Transports of the Kingdom of Italy ‏ (10 ديسمبر 1945 – 13 يونيو 1946) وانتخب عضو مجلس النواب في الجمهورية الإيطالية.

## روابط خارجية
- ريكاردو لومباردي على موقع مونزينجر (الألمانية)